# Flaggning

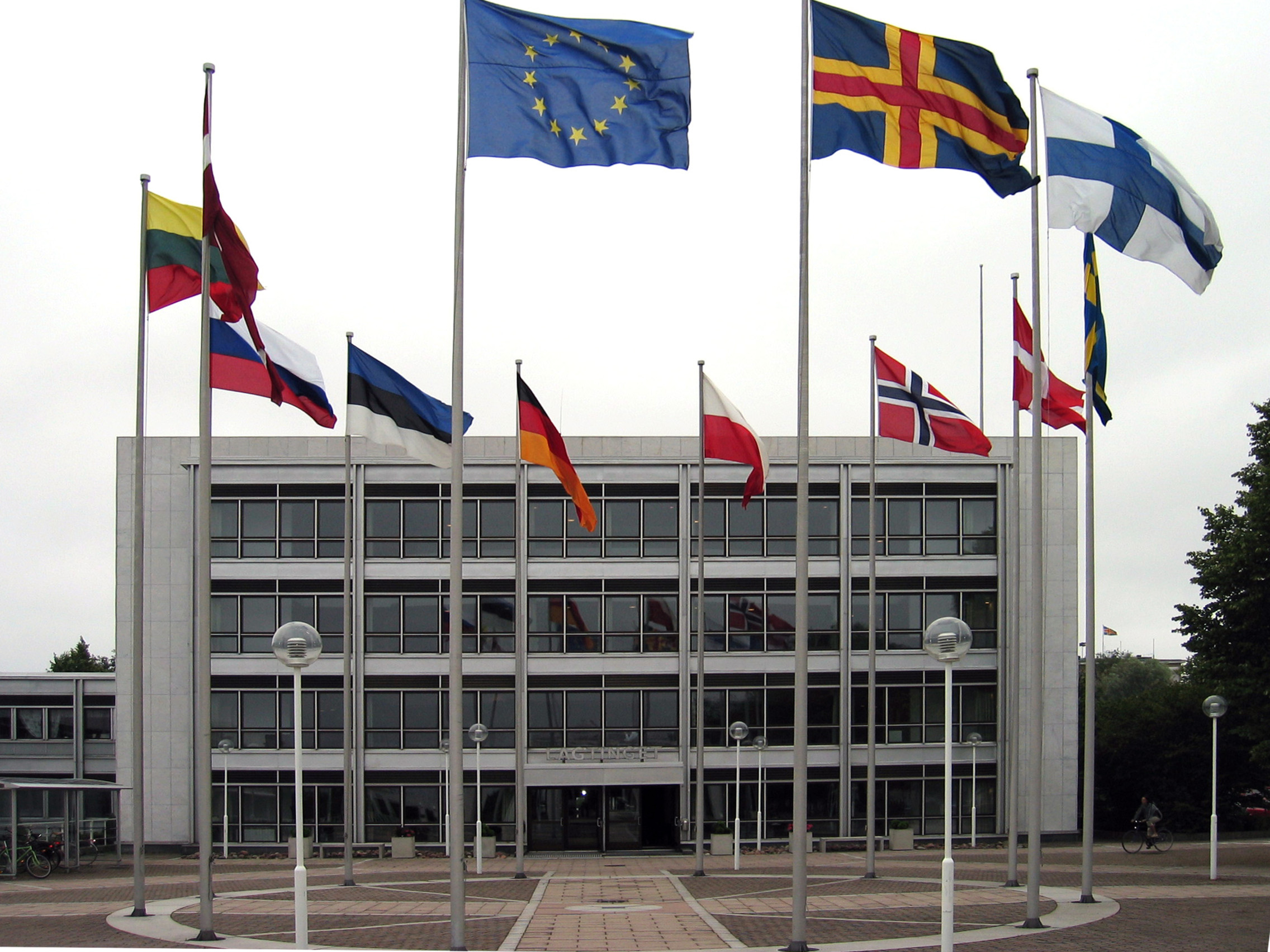
Flaggor utanför Ålands lagting.

Med flaggning menas förande av flagga (på fast flaggstång) enligt sedvänja och fastställda regler. Flaggning är en internationell företeelse och principerna för flaggning är i stort sett lika världen över. På detaljnivå kan dock bruket skilja sig något mellan olika länder.

## Historik
Bruk av flaggor är historiskt sett förknippat med sjöfart och förekom redan före vår tideräknings början. Flaggning i modern mening uppstod dock inte förrän på i början av 1200-talet då fartyg från de italienska handelsrepublikerna Venedig och Genua började föra nationalflaggor. I slutet av 1400-talet var det ett fast etablerat bruk att fartyg skulle föra flagga som utvisade fartygets nationalitet. Flaggorna var ursprungligen fästa på en stång som gjordes fast på fartyget. De kunde då tas loss och föras som fana av militära förband på land. Senare lärde man sig att hissa flaggor med hjälp av sejnfall (flagglina).
I jämförelse med flaggning till sjöss är flaggning på land en relativt ung tradition. På 1600-talet kunde det förekomma flaggning på fästningar, framför allt på sjöfästningar. Senare kunde flaggning även förekomma på slott, kungsgårdar och beskickningar. Det var dock under 1800- och 1900-talet som flaggning på land fick sitt genombrott genom att flaggor efterhand kom att ses som symboler för hela folk och inte enbart för stater och deras ledningar.

### Den allmänna flaggningens genombrott i Sverige och kungaflaggan

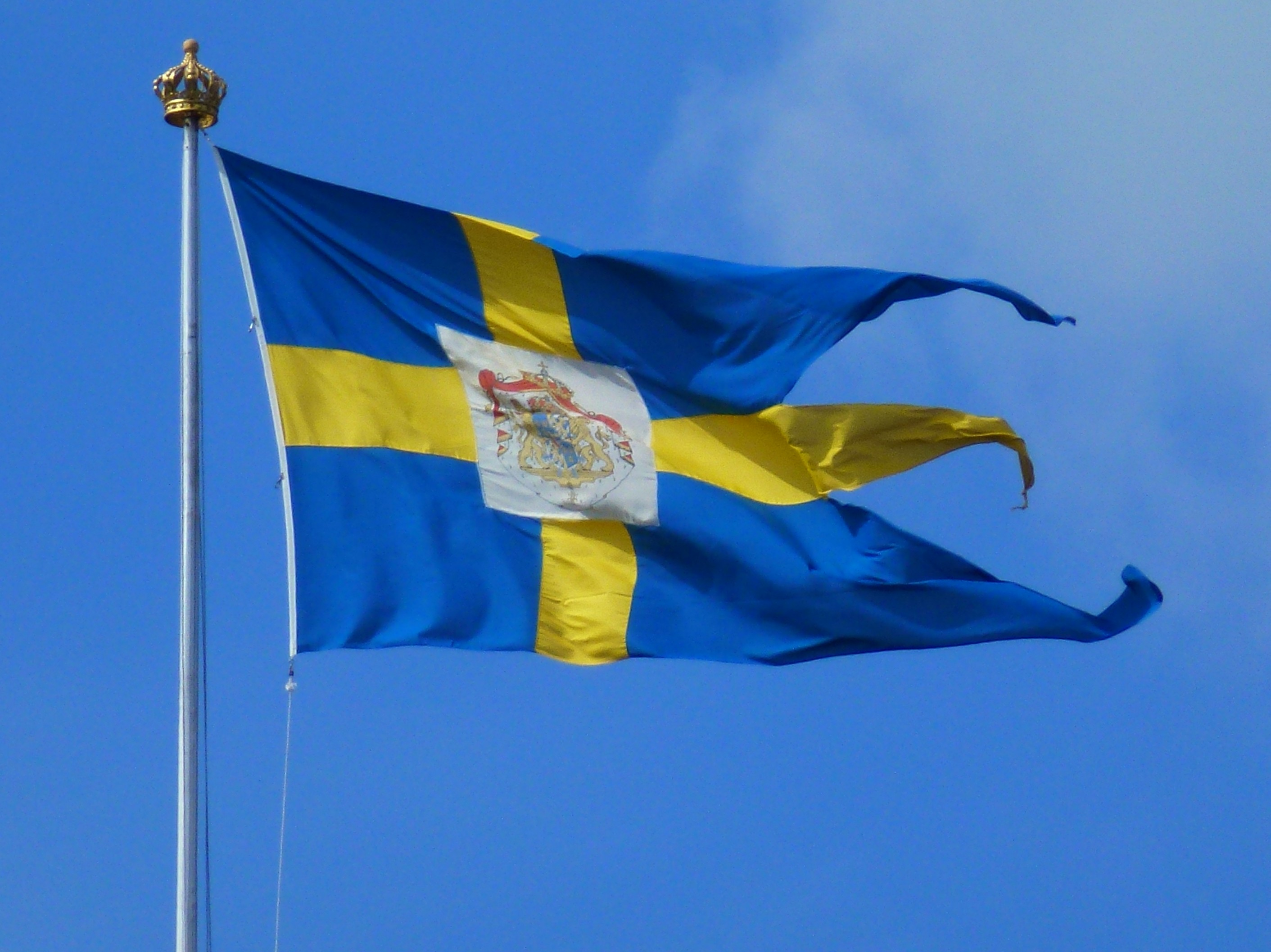
Kungaflaggen på Stockholms slott.

I boken "Resa i Sverige år 1830" av fransmannen Alexandre Daumont berättar han "äfven enskilda finna nöje, att låta den blå och gula flaggan svaja öfver deras sommarboningar". 
I Sverige började man under andra hälften av 1800-talet att flagga vid skolor, prästgårdar och officiella byggnader. Oscar II bestämde 1873 att en flaggstång skulle resas på Stockholms slott och att kungaflaggan skulle vara hissad när kungen vistades på slottet, vilket dock mötte kritik från Stockholms invånare.
Flaggor ansågs vid denna tid fortfarande främst vara en företeelse som skulle förekomma till sjöss. Flera händelser och initiativ skulle dock leda fram till att flaggning blev en allmän sed även på land.
Med början 1893 hölls i övergången mellan maj och juni vårfester under flera dagar på Skansen i Stockholm. Festligheterna avslutades med flaggfester den 6 juni. Vårfesterna firades fram till första världskriget. Ett annat tillfälle då omfattande flaggning förekom var i samband med Allmänna konst- och industriutställningen i Stockholm 1897, då det flaggades i anslutning till utställningen, bland annat utmed hela Strandvägen. I samband med Unionsupplösningen med Norge flaggades det allmänt i Stockholm och detta tillfälle verkar ha givit privatpersoner anledning att skaffa sig flaggstång och flagga.
Med första världskriget fick den allmänna flaggningen sitt stora genombrott i Sverige. Den 6 juni 1916 firades för första gången Svenska flaggans dag i hela Sverige. Flaggfesten i Stockholm flyttades då från Skansen till Stockholms stadion. Detta år togs också ett viktigt initiativ av grosshandlaren Johan Petter Åhlén, som erbjöd sig att skänka sammanlagt 2 000 flaggor till personer som kunde visa att de ägde en minst 12 meter hög flaggstång. 16 000 ansökningar kom in och efter en insamling kunde han dela ut totalt 8 000 flaggor.

## Flaggning på land
På land hissas flagga antingen på fristående flaggstång eller på stång monterad på tak eller fasad.

### Proportioner för flagga och vimpel
En flaggas storlek bör anpassas efter den flaggstång den hissas på. En tumregel är att flaggans längd bör vara cirka en fjärdedel av flaggstångens längd. Om flaggstången är mycket hög kan flaggan göras något mindre. Vid flaggning med flera flaggor skall samtliga flaggor ha samma storlek, det vill säga samma höjd. För flaggstång på tak eller fasad bör flaggan göras något större, men någon allmän regel är svår att ställa upp. Storleken måste anpassas efter de individuella förutsättningarna. Vanligt är dock att flaggan i sådant fall är cirka en tredjedel av flaggstångens längd eller något större. Vid kraftig blåst är det lämpligt att använda en stormflagga, vilken är mindre än en vanlig flagga.
En vimpels längd bör vara cirka en tredjedel av flaggstångens längd.

### Tider för flaggning
Regler för när en flagga skall hissas och halas ned skiljer sig något från land till land, men den allmänna principen är att flaggan endast skall vara hissad under dygnets ljusa timmar. Flaggor som är hissade efter mörkrets inbrott bör vara belysta.

### Flaggdagar
I vissa länder förekommer officiellt fastställda flaggdagar. På dessa dagar förekommer allmän flaggning med nationalflagga. I vissa länder, exempelvis Sverige, gäller ingen plikt att flagga på de allmänna flaggdagarna, men det anses höra till god sed att göra så. I andra länder kan det förekomma krav på att myndigheter flaggar på flaggdagar.

### Sorgflaggning - "flaggning på halv stång"

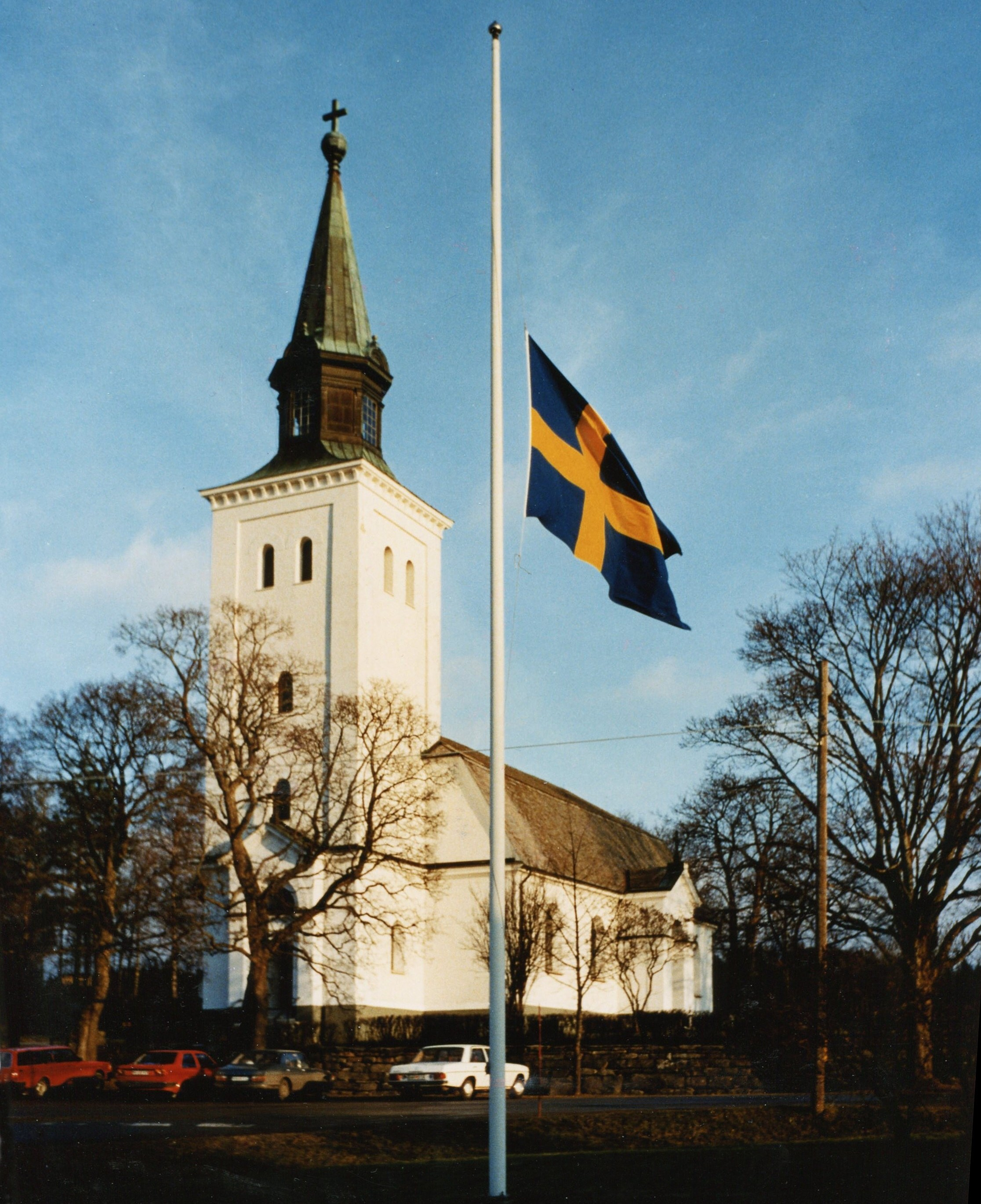
Svensk flagga på halv stång vid Glava kyrka.

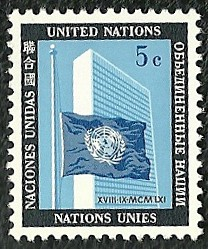
Ett frimärke till Dag Hammarskjölds minne med FN flaggan på halv stång.

Vid dödsfall och begravning är det vanligt förekommande att flagga på "halv stång". Vid flaggning på halv stång skall flaggan först hissas i topp och därefter sänkas till lämplig höjd. På en fristående flaggstång bör flaggan sänkas till cirka 2/3 av flaggstångens höjd, medan den på en fasadstång kan halas in till stångens halva längd.
Flaggning på halv stång sker vanligen den dag dödsfallet inträffat eller, om flaggtiden blir mycket kort den dagen, dagen efter dödsfallet, samt på dag för begravning. Då begravningen är avslutad hissas flaggan i topp, för att antingen omedelbart halas ned eller förbli hissad i topp och sedan halas ned på vanlig tid. Vid dödsfall och begravning på allmän flaggdag har flaggning på halv stång företräde.
Seden med flaggning på halv stång har sitt ursprung i en gammal sedvänja till sjöss. På segelfartyg som låg till ankars och skulle visa sorg arrangerades riggen så att den gav ett något oordnat och ”uppgivet” intryck.  Tågvirke fick hänga löst, rårna var inte noggrant rätade och flaggor och tecken fick blåsa lite som det slumpade sig. Detta skulle uttrycka en uppgivenhet inför döden. Senare har detta bruk inskränkt sig till enbart flaggning på halv stång.

### Internationell flaggning
Regler om tillstånd för bruk av utländska flaggor skiljer sig mycket åt mellan olika länder. I Sverige finns inga regler om flaggning med utländska flaggor. Var och en har alltså rätt att flagga med de utländska flaggor man finner lämpligt. Vid svenska flaggdagar hissar främmande länders beskickningar och konsulat, samt utländska medborgare vanligen sitt eget lands flagga.
I andra länder kan internationell flaggning vara strängare reglerad. I Danmark krävs tillstånd av polisen för flaggning med främmande staters flaggor. Dock gäller där ett allmänt tillstånd att flagga med de nordiska ländernas flaggor, liksom FN-flaggan och Europaflaggan.

#### Flaggning med flera nationalflaggor

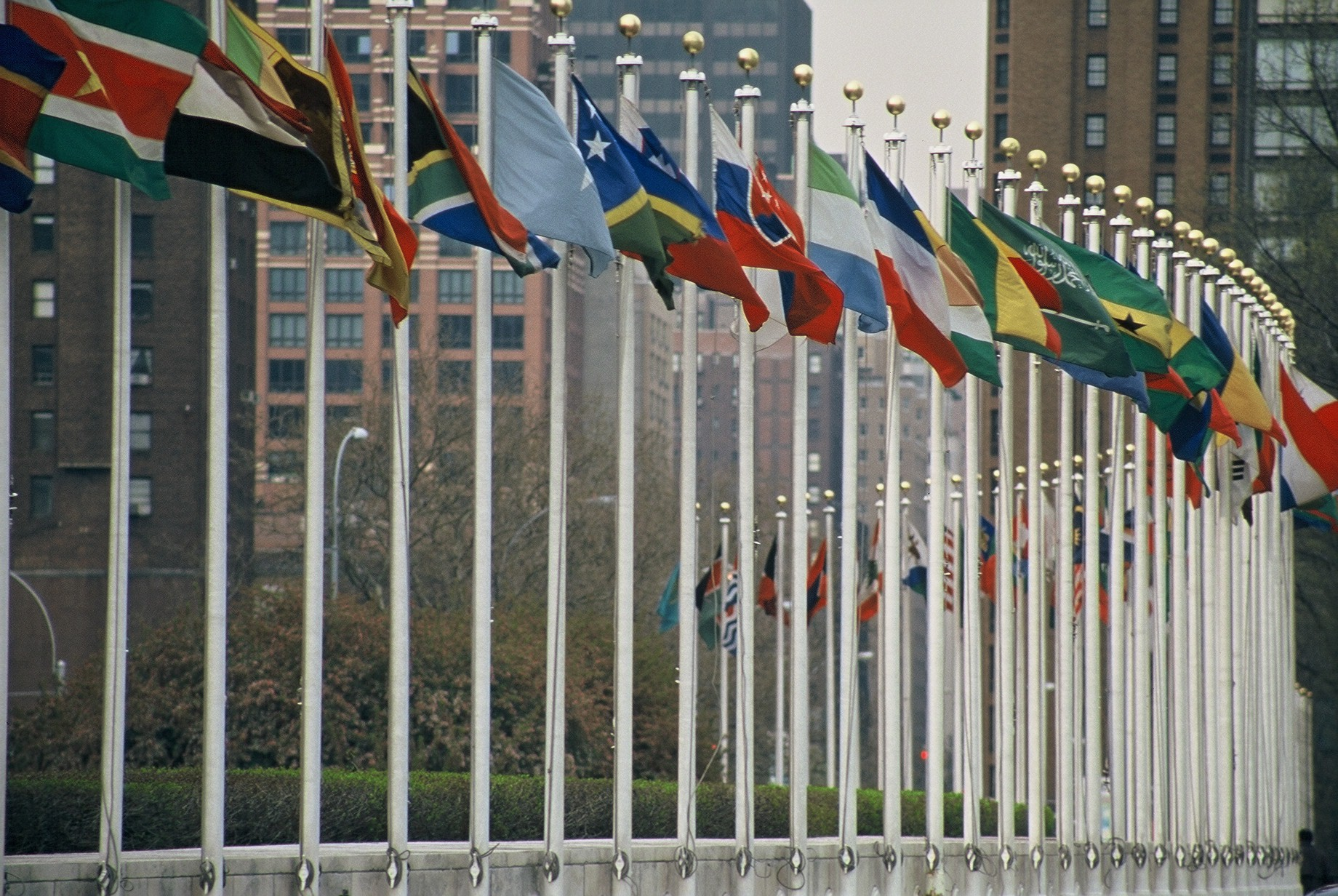
Nationalflaggor för Förenta nationernas medlemsstater, hissade utanför högkvarteret i New York.

Vid flaggning med flera länders flaggor gäller allmänt att värdlandets flagga normalt intar hedersplatsen. Övriga nationalflaggor ordnas i bokstavsordning efter namn på värdlandets språk. Alternativt kan det förekomma att flaggorna ordnas efter ländernas namn på franska. Vad som räknas som hedersplats kan variera. Om flaggstängerna är placerade symmetriskt i förhållande till en husfasad, så är det i allmänhet den mittersta flaggstången som intar hedersplatsen. Om antalet flaggstänger är jämnt, är det den flaggstång som är placerad närmast till heraldisk höger (till vänster för åskådaren) om mitten som intar hedersplatsen. Vid ett jämnt antal flaggstänger placeras övriga flaggor utgående från hedersplatsen i ordning omväxlande till heraldisk vänster och höger. Om antalet är udda placeras övriga flaggor med början till heraldisk höger. Om flaggstängerna är asymmetriskt placerade, kan istället den yttersta flaggstången i en rad ses som hedersplatsen. Övriga flaggor hissas då i ordning efter denna.
Om antalet flaggstänger överskrider antalet representerade nationer, så kan värdlandets flagga hissas på flera flaggstänger. Även övriga flaggor kan hissas på flera stänger. Dock bör, med undantag för värdlandet, inget lands flagga förekomma fler gånger än något annat lands flagga.
Samtliga nationalflaggor skall vara av samma storlek, det vill säga ha samma höjd. De använda flaggstängerna skall också ha samma höjd. En allmän sed vid flaggning med flera länders flaggor är att ett lands flagga aldrig hissas under ett annat lands flagga. Detta hänger samma med att en besegrad fiendes flagga historiskt brukade hissas under den egna flaggan som ett tecken på seger. I USA förekommer att en delstatsflagga hissas under nationalflaggan. Detta kan dock ses som korrekt, då delstatsflaggan inte har samma status som nationalflaggan. Motsvarande flaggbruk förekommer inte i Sverige.

### Vimpel
I Sverige är det vanligt att föra en svensk vimpel då flagga inte är hissad. Med undantag för kungahuset hissas svensk vimpel däremot aldrig tillsammans med flagga. Till skillnad från flagga, kan en vimpel vara hissad dygnet runt. Den svenska vimpeln har två längsgående fält, ett gult och ett blått. På senare tid har även en s.k. korsvimpel  börjat användas, denna utformning har inget stöd i traditionen varför Riksarkivet avråder från användning av denna.
I Finland förekommer så kallade husbondsvimplar i regionala färger, vilka hålls hissade när husets ägare är hemma.
I Nederländerna hissas allmänt en orange vimpel över nationalflaggan på högtidsdagar med koppling till kungahuset. Färgen på vimpeln är vald med anledning av att kungahuset stammar från furstehuset av Orange.

### Företagsflaggor
Flaggor för företag och andra typer av flaggor med reklam anses inte som "riktiga" flaggor. Därför gäller inte samma regler som för nationalflaggor och inget hindrar exempelvis att en företagsflagga är hissad dygnet runt. Flaggning med nationalflagga och företagsflagga vid samma tillfälle bör undvikas och under inga omständigheter får en företagsflagga ges en bättre placering än en nationalflagga.

## Flaggning till sjöss

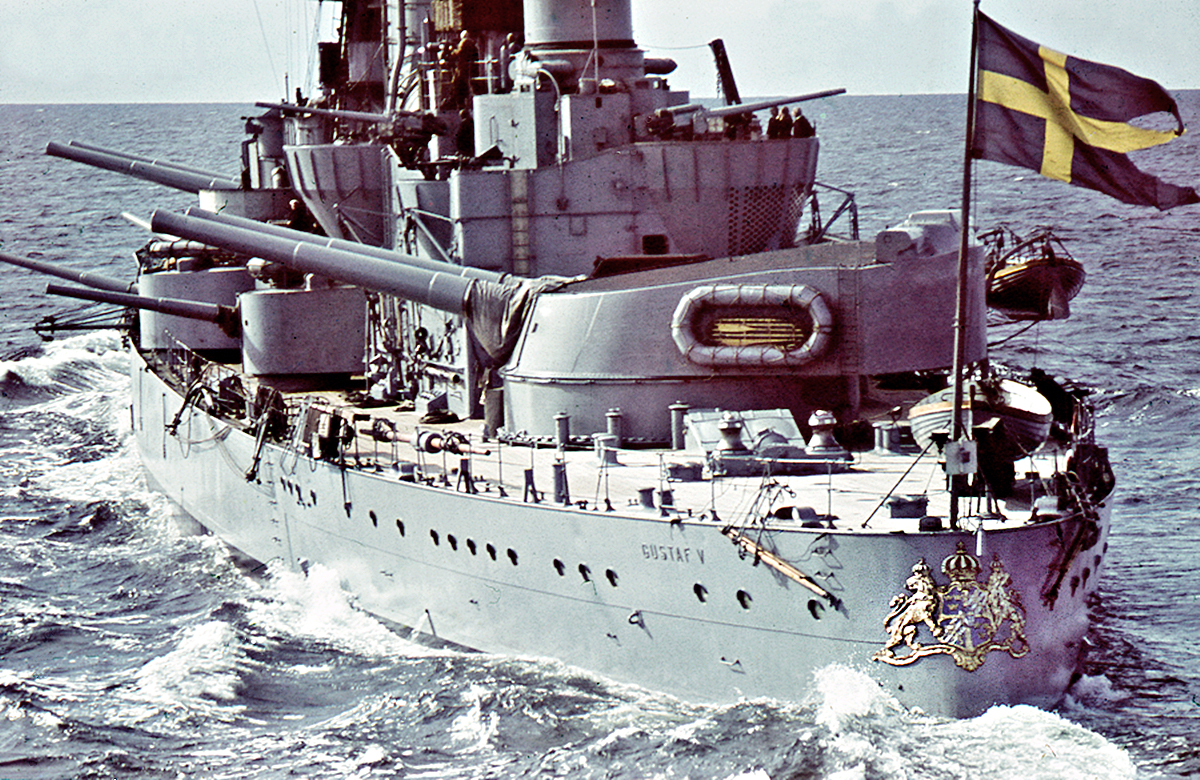
Det svenska pansarskeppet HMS Gustav V med den svenska örlogsflaggan hissad på flaggspel i aktern.

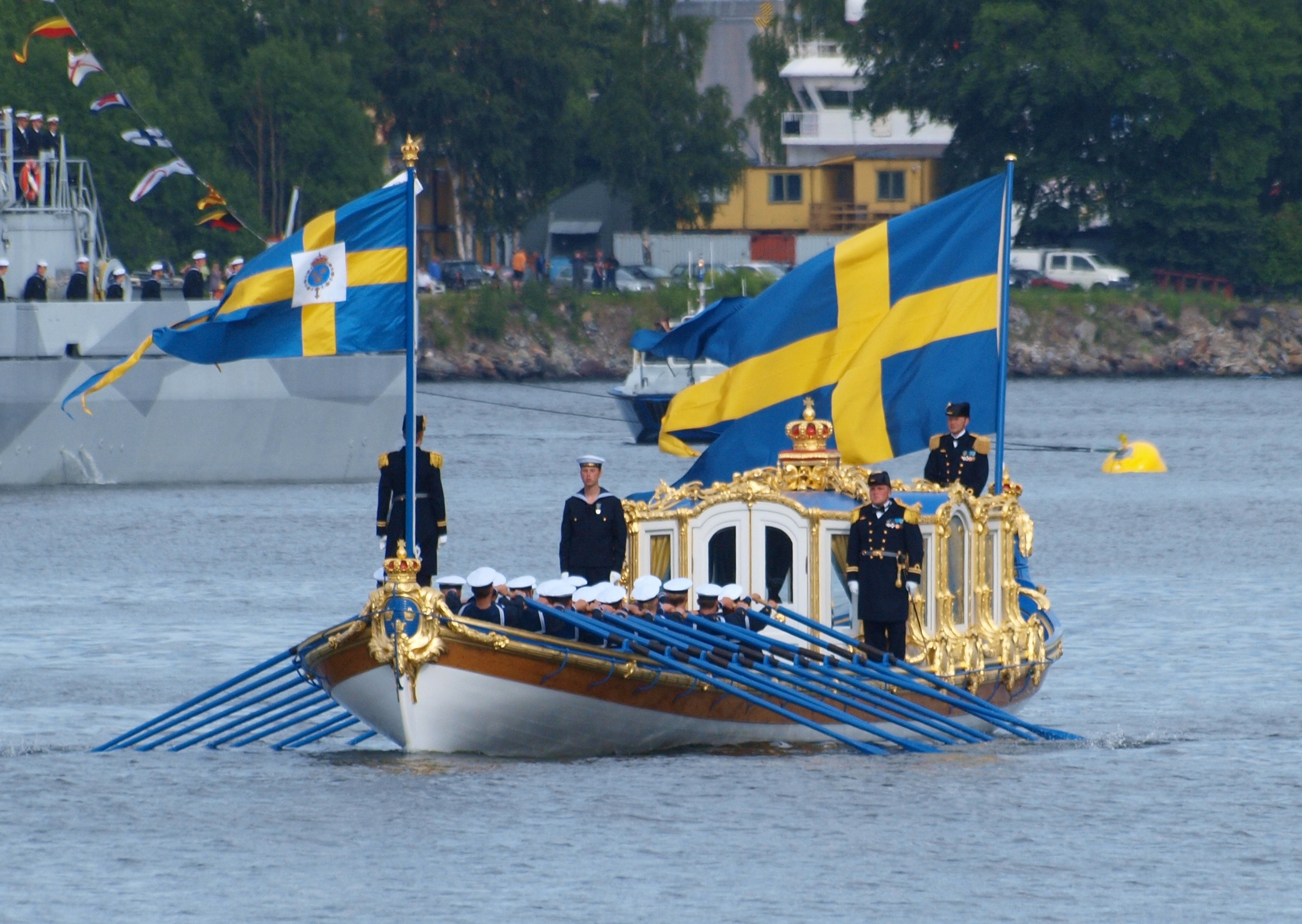
Kungaflaggan och örlogsflaggan på Vasaorden.

Ett fartyg för nationalflagga efter dess ägares nationalitet. Vid flaggning är aktern ett fartygs värdigaste plats, varför ett fartygs nationalflagga vanligen förs på ett flaggspel i aktern. Under gång kan nationalflagga alternativt föras på mesanmast eller under gaffelnocken om fartyget är gaffelriggat.
Ett fartyg som är förtöjt eller till ankars följer regler för flaggning på land. Vid besök i utländsk hamn följs de seder och regler som gäller där. Under gång får ett fartyg ha nationalflaggan hissad vid alla tider på dygnet. Örlogsfartyg har alltid nationalflagga hissad under gång.
I följande fall skall nationalflagga vara hissad:
- vid inlöpande i eller lämnande av hamn
- vid angörande av kust
- inom synhåll för örlogsfartyg, lots- eller kustbevakningsstation
- på öppet hav, då fartyget är inom synhåll för annat fartyg
- inom utländskt farvatten

I Sverige skall ett fartygs nationalflagga vara hissad under gång dagtid i skyddsområde på svenskt inre vatten.
Under kappsegling inom ett lands territorialvatten för man i allmänhet inte nationalflagga.

### Gös
När ett fartyg är förtöjt eller till ankars kan det utöver akterflagga föra en gös hissad på en så kallad gösstake i förstäven eller vid änden av bogsprötet. I brist på särskild lotsgös kan vanlig gös hissas i förtoppen såsom signal efter lots.

### Destinationsflagga
Vid färd i en främmande nations territorialvatten bör värdlandets handelsflagga föras som så kallad destinationsflagga. Destinationsflagga kallas även artighetsflagga. Destinationsflagga förs under styrbords vantspridare eller på en motorbåts masttopp. Destinationsflagga hissas och halas ned samtidigt med den egna nationalflaggan.
Endast en destinationsflagga åt gången hålls hissad. Då man förflyttar sig från ett land till ett annat byts flagga vid gränsen. Om man så önskar kan destinationsflaggan hissas avseglingsdagen i den sista hamnen i hemlandet och halas ned på kvällen den dag när man har återvänt till den första hamnen i hemlandet.

### Liten flaggning
Vid högtidliga tillfällen förekommer liten flaggning, vilket innebär att, vid sidan av akterflagga och gös, nationalflaggor hissas på samtliga masttoppar.

### Stor flaggning
Vid särskilt högtidliga tillfällen, exempelvis nationaldagar, kungliga födelsedagar och liknande
, förekommer stor flaggning, även kallat flaggning över topp. Detta innebär att, utöver sedvanlig flaggning, samtliga signalflaggor hissas från för till akter via mast-topparna eller - framför allt på fullriggade fartyg - från masttopparna till rånockarna på båda sidor. I Sverige kopplas signalflaggorna ihop i följande ordning: A, B, C, 1, D, E, F, 2, G, H, I, 3, J, K, L, 4, M, N, O, 5, P, Q, R, 6, S, T, U, 7, V, W, X, 8, Y, Z, 9, Noll. I vissa andra länder förekommer "regnbågsflaggning", vilket innebär att signalflaggornas färg styr deras inbördes ordning. Vid behov kan flera signalserier kopplas efter varandra. Om så är möjligt, hissas även nationalflaggor på samtliga masttoppar, motsvarande liten flaggning. Signalflaggorna hålls hissade endast då akterflaggan är hissad. De bör hissas efter och halas ned före akterflaggan, alternativt samtidigt som denna. Stor flaggning förekommer vanligtvis endast då fartyget ligger förtöjt.
Seden med stor flaggning kan internationellt åtminstone härledas tillbaka till 1500-talet. Man kunde då vid festliga tillfällen smycka ett fartyg med alla tillgängliga flaggor. När fartygens uppsättning av flaggor senare även kunde omfatta främmande nationers flaggor, kunde detta bruk leda till att olika nationalflaggor hissades under varandra, vilket kan uppfattas som kränkande. Stor flaggning inskränktes därför under 1800-talet till att enbart omfatta sedvanligt hissade flaggor, signalflaggor samt eventuella extra nationalflaggor. Ordningen på signalflaggorna kan variera något mellan olika länder, men principen är densamma.

### Hälsning till sjöss
Hälsning till sjöss sker genom att fartygets nationalflagga halas ned till en tredjedel av dess höjd över däck. Om flaggan är monterad på ett löstagbart flaggspel, exempelvis på en mindre fritidsbåt, lossgörs flaggspelet och hålls horisontellt med front mot det passerande fartyget. Hälsning upphör då den har besvarats eller då det fartyg som hälsas har passerat. Besvarande av hälsning sker på samma sätt.
Handelsfartyg och fritidsbåtar kan hälsa på örlogsfartyg som alltid förväntas besvara hälsningen. Det omvända förhållandet förekommer inte. Då örlogsfartyg hälsar på varandra används inte nationalflaggan.

### Sorgflaggning till sjöss
Fartyg till sjöss för endast nationalflaggan på "halv stång" då en avliden persons stoft transporteras med fartyget eller en besättningsman omkommit efter att ha gått överbord. Örlogsfartyg sorgflaggar därutöver i samband med ceremoni till sjöss som är ägnad att hedra en avliden person.
I äldre tider hade krigsfartyg sina flaggor och standertar blåsande på skeppssidorna, på masttopparna och rånockarna, senare fick flaggan sin plats på flaggspel akterut, vilken plats ännu i allmänhet bibehålles, i synnerhet i hamn; till sjöss förs på tacklade fartyg merendels flaggan under den aktersta gaffeln.

### Flagg i schau
Flagg i schau är en vid mitten hopbunden flagga, hissad av fartyg som tecken på nödställd belägenhet.

### Stryka flagg
Stryka flagg är att hala ned flaggan som tecken till undergivenhet. Eldgivning mot fartyg, som strukit flagg, är inte tillåten. Inte heller får någon stryka flagg såsom krigslist. På erövrade fartyg brukar erövraren (pristagaren) hissa sitt lands flagga över den ursprungligen förda flaggan. Att hissa en nationalflagga under en annan på samma sejnfall anses därför som förnedrande eller som en förolämpning mot det land vars flagga kommer underst.

### Falsk flagga
Falsk flagga, är på fartyg olagligt förd flagga. Våldshandlingar under sådan flagga eller under icke erkänd flagga anses av de flesta vara sjöröveri. Fartyg, som i krigstid för falsk flagga, är utsatt för att uppbringas av de krigförandes örlogsfartyg.

### Parlamentärflagga
Parlamentärflagga är en vit flagga, som man hissar under strid för att tillkännage önskan om stridens tillfälliga upphörande och om underhandlingars inledande.